# 李書妍
李書妍（韓語：이서연，2003年07月15日—），韓國女演員。

## 演出作品

### 劇集
| 年份 | 播放平台     | 劇名               | 角色   | 備註 |
| 2017 | MBC          | 《王在相愛》       | 殷珊   | 少年 |
| 2018 | SBS          | 《雖然30但仍17》   | 盧秀美 | 配角 |
| 2019 | MBC          | 《春天來了，春天》 | 朴時元 | 配角 |
| 2020 | Kakao TV     | 《戀愛革命》       | 王別琳 | 配角 |
| 2023 | JTBC         | 《車貞淑醫生》     | 徐伊琅 | 配角 |
| 2024 | Coupang Play | 《家族計劃》       | 韓英秀 | 少年 |

### 電影
| 年份 | 片名                       | 角色 | 性質 | 備註     |
| 2016 | 《女孩青春紀事》           | 寶拉 | 主演 | [ 6 ]    |
| 2018 | 《我姊姊死了》             | 祐希 | 少年 | 短篇電影 |
| 2019 | 《童心計畫》               | 寶拉 | 客串 | [ 7 ]    |
| 2021 | 《去找那首歌吧》           | 愛蘭 | 主演 | 短篇電影 |
| 2023 | 《修補者；塵埃散去的時刻》 |      | 主演 |          |

## 外部連結
- 李書妍的Instagram帳戶
- 李書妍在NAVER上的资料
- 李書妍在Daum上的资料
- 李書妍在韩国电影数据库（KMDb）上的資料（韓語）
- 李書妍在互联网电影资料库（IMDb）上的資料（英文）
- 李書妍在HanCinema的頁面（英文）